# Station Antwerpen-Zuid
Station Antwerpen-Zuid is een spoorwegstation in de stad Antwerpen. Het is gelegen aan de Kolonel Silvertopstraat te Antwerpen, en vervangt het voormalige monumentale stationsgebouw dat in 1903 aan de Simon Bolivarplaats in dienst werd genomen.
Het verkeer van reizigerstreinen in de wijk Het Zuid is een onrechtstreeks gevolg van de plaatselijke ontwikkeling van het goederenverkeer per spoor en de wisselwerking met de Antwerpse haven.

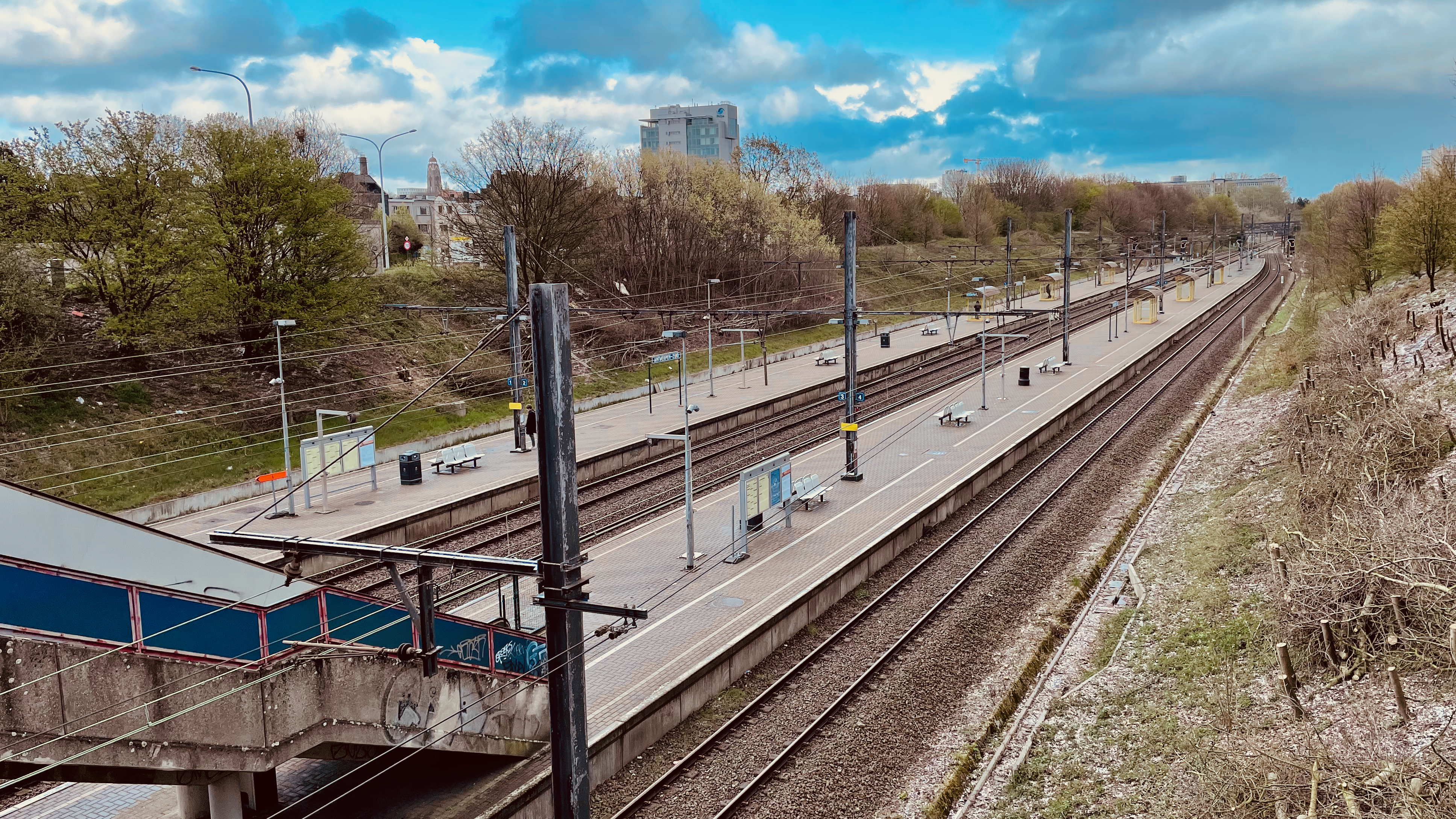
Station gezien vanaf de Silvertopstraat met links op de achtergrond de opgravingen naar de Kielsepoort en de Sint-Laureispoort.

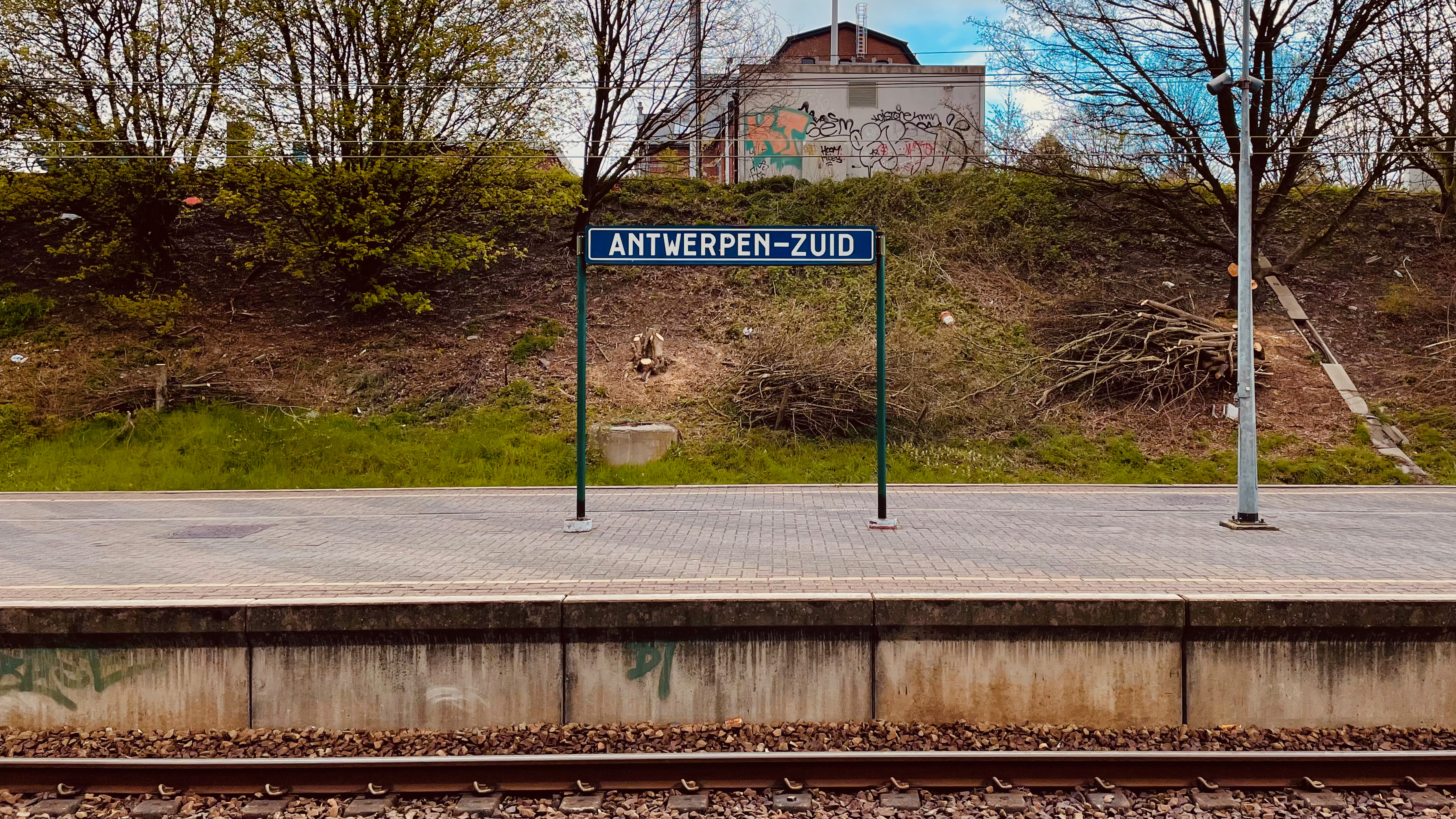
Naambord op een perron aan de Kolonel Silvertopstraat.

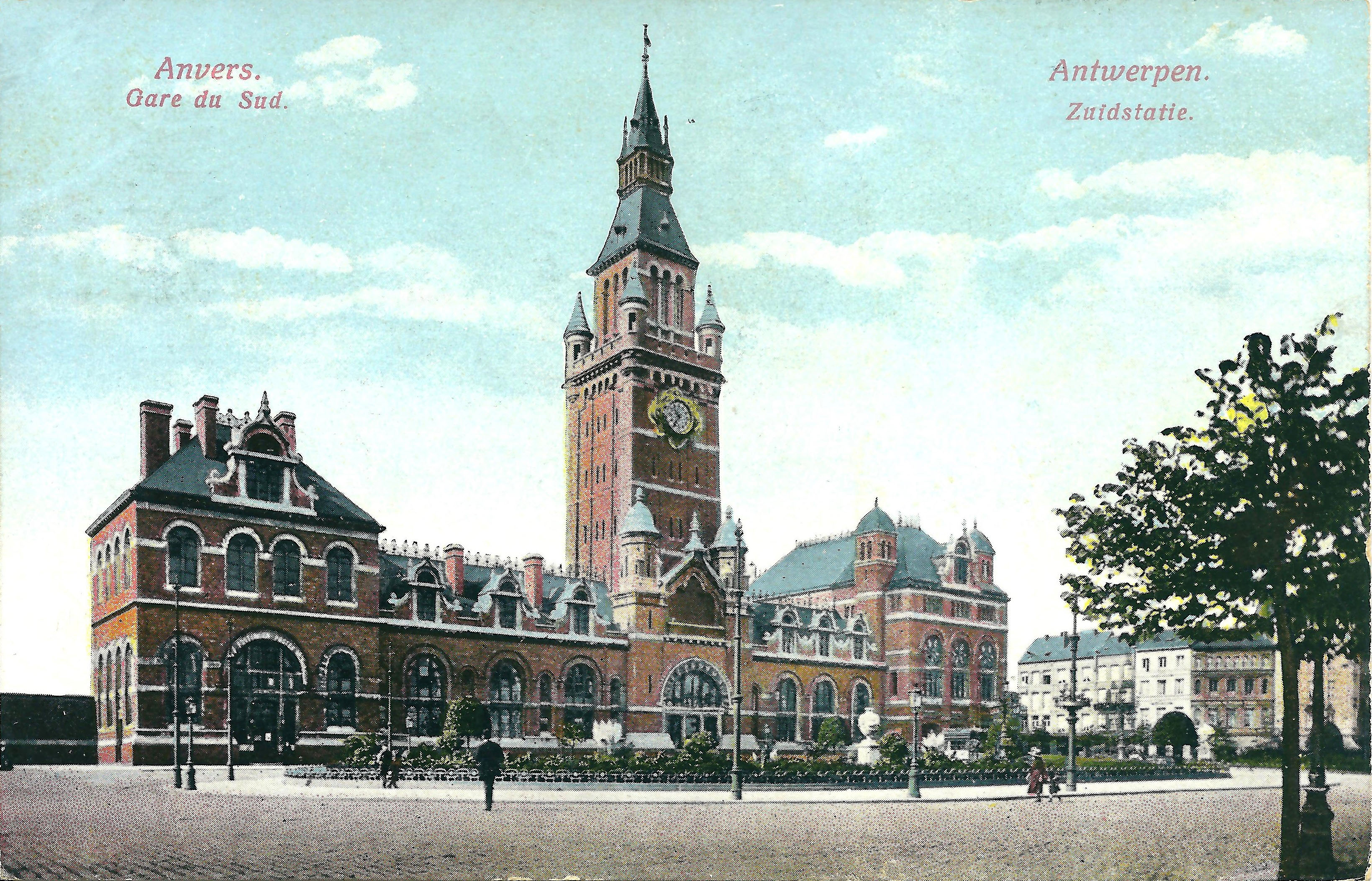
Voormalig reizigersstation Antwerpen-Zuid aan de Simon Bolivarplaats, ontworpen door architect Jules Jacques Van Ysendyck.

Aanvankelijk kwamen op het Zuid goederentreinen toe:
- van het station Antwerpen-Dokken via de Scheldekaaien (in 1875 rechtgetrokken), alsook
- via het station Antwerpen-Waas.

## Ontstaan en chronologisch verloop
- 1874 - Ontwikkeling van goederenactiviteiten aan de kaaien op het Zuid.
- 1878 - Opening van het eerste station met de naam "Antwerpen-Zuid".
- 1882 - Verbinding van het goederenemplacement met de kaaien.
- 1894 - Het toenmalige Zuidstation wordt wegens de wereldtentoonstelling via een poort door de Antwerpse Vesting met spoorlijn 52 (Antwerpen-Zuid - Puurs - Dendermonde) verbonden.
- 1894 - Op de Simon Bolivarplaats vangt de bouw aan, van een statig reizigersstation Antwerpen-Zuid in Vlaamse neorenaissancestijl, naar de plannen van architect Jules-Jacques Van Ysendyck (1836-1901).
- 1901 - Aan de Ledeganckkaai nummer 7 wordt een gelijknamig nieuw goederenstation in neoclassicistische stijl opgetrokken, naar de plannen van architect Franz Seulen (° 1845).
- 19 januari 1903 - Het nieuwe reizigersstation op de Simon Bolivarplaats, wordt voltooid, kort na het overlijden van zijn architect. De ingebruikneming van het goederengebouw dateert vermoedelijk van hetzelfde jaar.
- 1907 - De verbinding met de spoorlijn 27B (Weerde - Mechelen - Waarloos - Kontich - Wilrijk - Antwerpen-Zuid) komt tot stand.
- 1937 - Lijn 27B wordt gesloten tussen Antwerpen-Zuid en Wilrijk. Sedertdien rijden de treinen herkomstig uit Mechelen via lijn 27B tot Hoboken en verder via lijn 52 naar Antwerpen-Zuid.
- Najaar 1965 - Het monumentale reizigersstation aan de Simon Bolivarplaats wordt gesloopt teneinde het autoverkeer tussen de Amerikalei en de Kennedytunnel mogelijk te maken. Tijdelijke perrons voor toegang tot de reizigerstreinen worden in gebruik genomen aan de Kolonel Silvertopstraat.
- 1970 - Ingebruikneming van de Kennedytunnel (voor spoorverkeer) die een verbinding vormt tussen de linker- en de rechteroever van de Schelde. Daardoor wordt spoorlijn 59 (Antwerpen-Linkeroever - Gent) via de halte Antwerpen-Zuid verbonden met de stations Antwerpen-Berchem en Antwerpen-Centraal. Hetzelfde geldt voor lijn 52 (Antwerpen-Zuid - Puurs).
- Tijdens de laatste decennia van de 20ste eeuw verschuiven de goederenactiviteiten per spoor naar het noordelijk havengebied. Om die reden wordt mettertijd het statige goederenstation aan de Ledeganckkaai verlaten en het spoorwegemplacement wordt gesloten (1988).
- 1998 - Het gebouw van het goederenstation wordt geklasseerd als beschermd monument.
- 2004 - Het goederenstation wordt door de Bank van Breda - die er haar hoofdzetel in vestigt - gerestaureerd naar de plannen van Conix Architectenbureau.
- 2006 - Op het terrein van het voormalige reizigersstation wordt het nieuwe Justitiepaleis in gebruik genomen.
- Vanaf 2016 - Aanleg van een nieuwe woonwijk, genaamd "Nieuw Zuid", op de gronden van de voormalige sporenbundel (Edith Kielpad, Leon Stynenstraat ...).
- September 2023 - start van de renovatie van het station.

## Tariefzone
Bij zowel het binnenlandse als het SCIC-NRT-tarief behoren tot één tariefzone: Antwerpen-Berchem, Antwerpen-Centraal, Antwerpen-Luchtbal, Antwerpen-Noorderdokken en Antwerpen-Zuid.

## Treindienst
| Serie           | Treinsoort               | Route                                                                                          | Bijzonderheden                                                                                       |
| --------------- | ------------------------ | ---------------------------------------------------------------------------------------------- | --- |
| IC 02           | Intercity (NMBS)         | Oostende – Gent-Sint-Pieters – Antwerpen-Zuid – Antwerpen-Centraal                             | |
| IC 28           | Intercity (NMBS)         | Antwerpen-Centraal – Antwerpen-Zuid – Gent-Sint-Pieters – Lichtervelde – De Panne              | Rijdt niet in het weekend, stopt in juli/augustus tijdens de week in Beervelde                       |
| S 32 2350       | S-trein Antwerpen (NMBS) | Puurs – Antwerpen-Zuid – Antwerpen-Centraal – Essen                                            | Rijdt alleen op werkdagen.                                                                           |
| S 32 2550       | S-trein Antwerpen (NMBS) | Puurs – Antwerpen-Zuid – Antwerpen-Centraal – Essen – Roosendaal                               | |
| S 34            | S-trein Antwerpen (NMBS) | Dendermonde – Lokeren – Sint-Niklaas – Antwerpen-Zuid – Antwerpen-Centraal                     | Rijdt 2×/u tussen Antwerpen - Dendermonde tijdens de week, 1x/u tijdens het weekend en juli/augustus |
| EXP 18122/18135 | Toeristentrein (NMBS)    | Antwerpen-Centraal – Antwerpen-Zuid – Sint-Niklaas – Gent-Sint-Pieters – Brugge – Blankenberge | Rijdt in juli en augustus, rijdt enkel in het weekend                                                |
| EXP 18126/18136 | Toeristentrein (NMBS)    | Antwerpen-Centraal – Antwerpen-Zuid – Sint-Niklaas – Gent-Sint-Pieters – Brugge – Blankenberge | Rijdt in juli en augustus, rijdt enkel in het weekend                                                |

## Reizigerstellingen
De grafiek en tabel geven het gemiddeld aantal instappende reizigers weer op een week-, zater- en zondag.
| Tabel: aantal instappende reizigers station Antwerpen-Zuid | Tabel: aantal instappende reizigers station Antwerpen-Zuid | Tabel: aantal instappende reizigers station Antwerpen-Zuid | Tabel: aantal instappende reizigers station Antwerpen-Zuid |
|                                                            | Weekdag                                                    | Zaterdag                                                   | Zondag                                                     |
| ---------------------------------------------------------- | ---------------------------------------------------------- | ---------------------------------------------------------- | ---------------------------------------------------------- |
| 1977                                                       | 1 730                                                      | 143                                                        | 84                                                         |
| 1978                                                       | 1 785                                                      | 168                                                        | 125                                                        |
| 1979                                                       | 1 886                                                      | 133                                                        | 67                                                         |
| 1980                                                       | 1 847                                                      | 112                                                        | 90                                                         |
| 1981                                                       | 1 999                                                      | 128                                                        | 98                                                         |
| 1982                                                       | 2 137                                                      | 127                                                        | 65                                                         |
| 1983                                                       | 2 151                                                      | 98                                                         | 76                                                         |
| 1984                                                       | 1 672                                                      | 66                                                         | 71                                                         |
| 1985                                                       | 1 432                                                      | 92                                                         | 49                                                         |
| 1986                                                       | 1 412                                                      | 64                                                         | 43                                                         |
| 1987                                                       | 920                                                        | 91                                                         | 83                                                         |
| 1988                                                       | 1 126                                                      | 103                                                        | 73                                                         |
| 1989                                                       | 1 019                                                      | 78                                                         | 74                                                         |
| 1990                                                       | 954                                                        | 84                                                         | 59                                                         |
| 1991                                                       | 831                                                        | 69                                                         | 59                                                         |
| 1992                                                       | 750                                                        | 83                                                         | 69                                                         |
| 1993                                                       | 733                                                        | 58                                                         | 46                                                         |
| 1994                                                       | 759                                                        | 36                                                         | 42                                                         |
| 1995                                                       | 796                                                        | 26                                                         | 20                                                         |
| 1996                                                       | 961                                                        | 35                                                         | 39                                                         |
| 1997                                                       | 830                                                        | 35                                                         | 18                                                         |
| 1998                                                       | 1 000                                                      | 33                                                         | 16                                                         |
| 1999                                                       | 1 030                                                      | 33                                                         | 18                                                         |
| 2000                                                       | 1 160                                                      | 14                                                         | 33                                                         |
| 2001                                                       | 1 014                                                      | 44                                                         | 21                                                         |
| 2002                                                       | 1 017                                                      | 35                                                         | 31                                                         |
| 2003                                                       | 1 114                                                      | 41                                                         | 30                                                         |
| 2004                                                       | 1 274                                                      | 47                                                         | 18                                                         |
| 2005                                                       | 1 428                                                      | 36                                                         | 44                                                         |
| 2006                                                       | 1 316                                                      | 45                                                         | 40                                                         |
| 2007                                                       | 1 460                                                      | 72                                                         | 71                                                         |
| 2008                                                       | -                                                          | -                                                          | -                                                          |
| 2009                                                       | 1 182                                                      | 68                                                         | 62                                                         |
| 2010                                                       | -                                                          | -                                                          | -                                                          |
| 2011                                                       | -                                                          | -                                                          | -                                                          |
| 2012                                                       | 1 646                                                      | 30                                                         | -                                                          |
| 2013                                                       | 1 582                                                      | 144                                                        | 188                                                        |
| 2014                                                       | 1 928                                                      | 131                                                        | 163                                                        |
| 2015                                                       | 1 769                                                      | 257                                                        | 205                                                        |
| 2016                                                       | 1 918                                                      | 590                                                        | 516                                                        |
| 2017                                                       | 2 381                                                      | 344                                                        | 317                                                        |
| 2018                                                       | 2 594                                                      | 475                                                        | 578                                                        |
| 2019                                                       | 3 262                                                      | 164                                                        | 175                                                        |
| 2020                                                       | 1 852                                                      | 435                                                        | 409                                                        |
| 2021                                                       | -                                                          | -                                                          | -                                                          |
| 2022                                                       | 2 954                                                      | 658                                                        | 634                                                        |
| 2023                                                       | 3 338                                                      | 658                                                        | 808                                                        |
| 2024                                                       | 3 605                                                      | 835                                                        | 758                                                        |

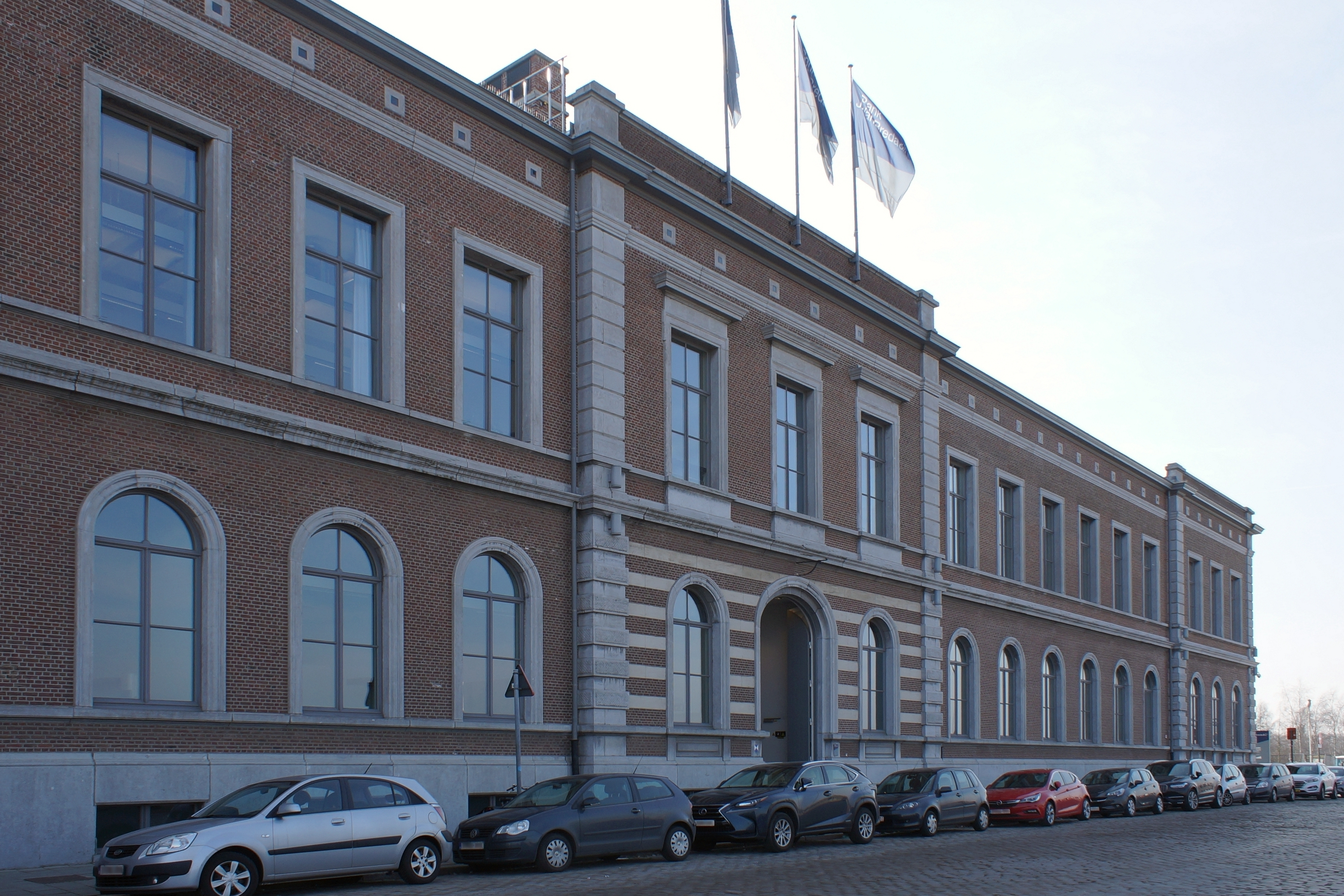
Voormalig goederenstation Antwerpen-Zuid aan de Ledeganckkaai. Ontworpen door architect Franz Seulen. Gesloten sinds 1988. Sedert 2004 is dit gebouw de hoofdzetel van de Bank J. Van Breda & C°.
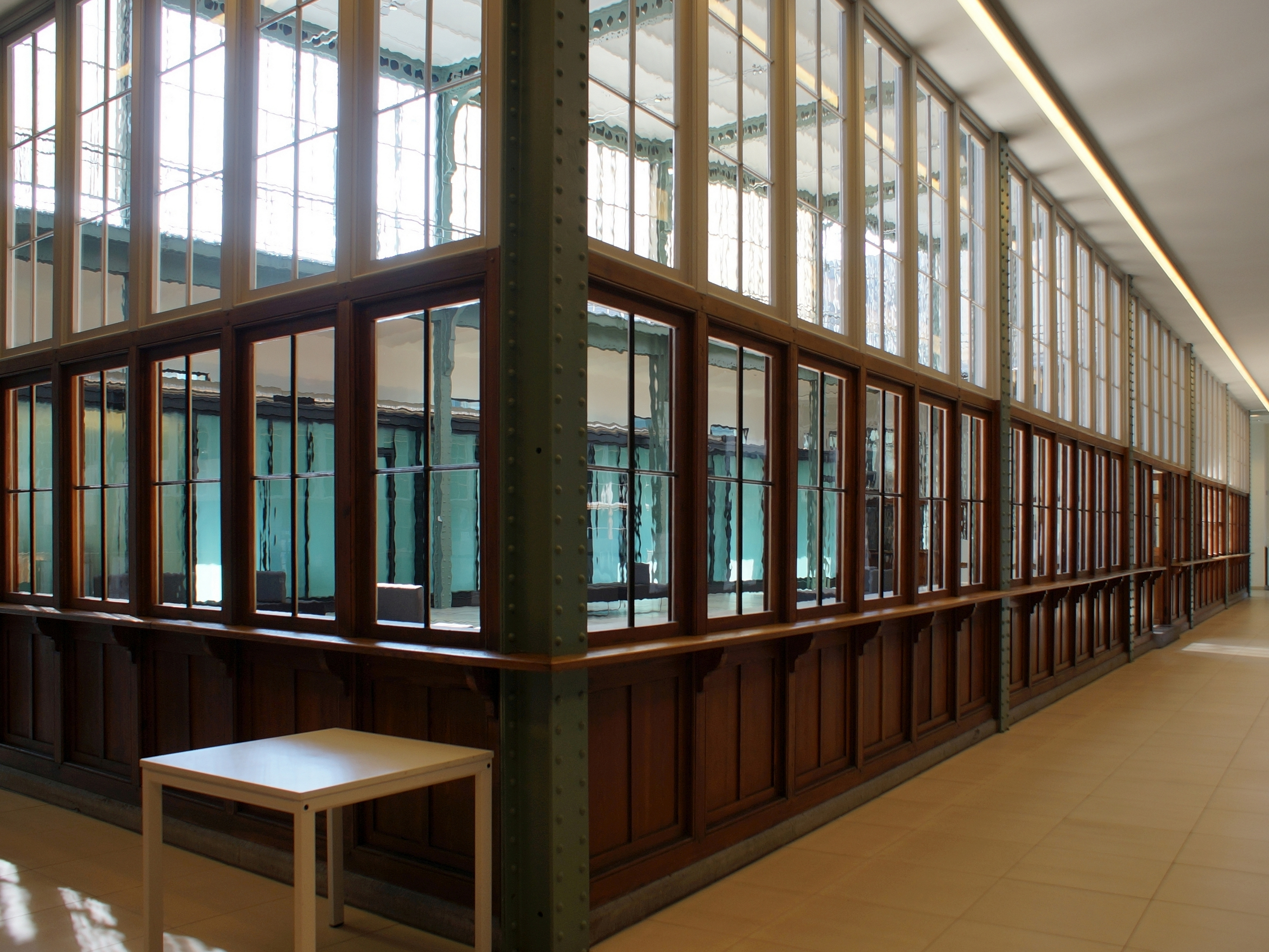
Loketten van het voormalige goederenstation Antwerpen-Zuid, nu hoofdzetel van de Bank J. Van Breda & C°.
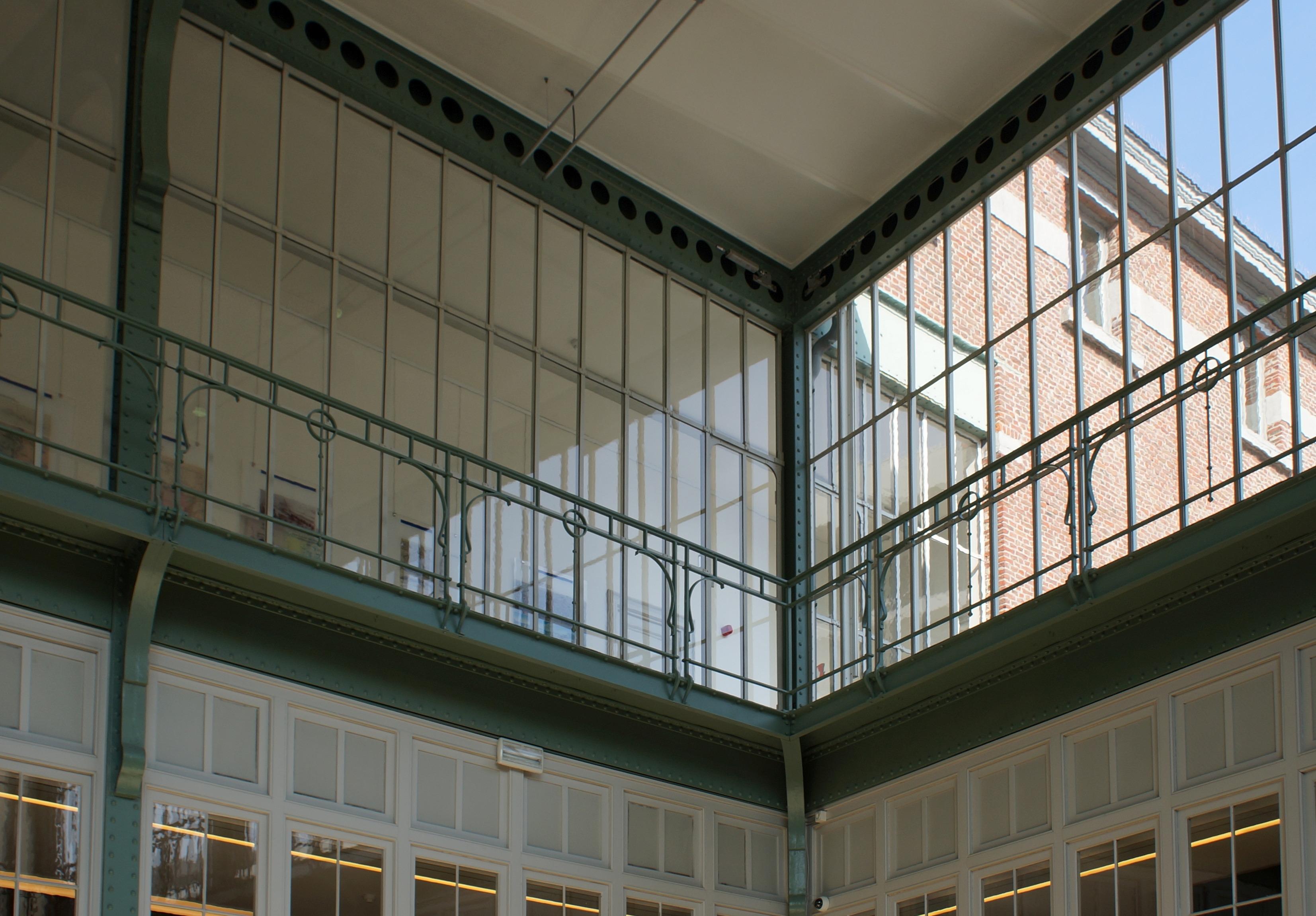
Interieur van de lokettenzaal van het goederenstation Antwerpen-Zuid (Beschermd monument). Balustrade met galerij kantoren, thans hoofdzetel van de Bank J. Van Breda & C°.
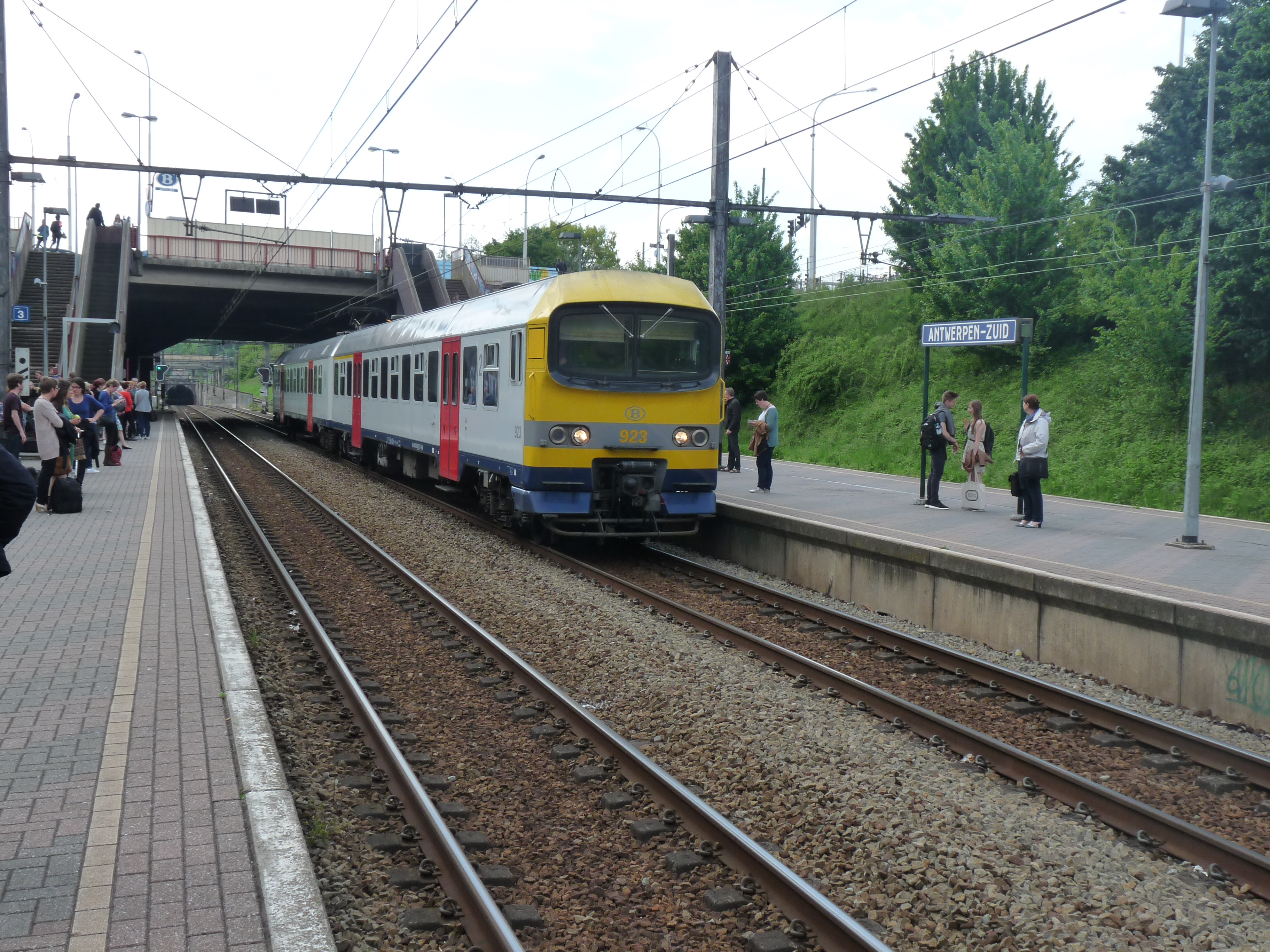
Huidig station aan de Kolonel Silvertopstraat.

## Aansluitend openbaar vervoer
Aan de huidige stopplaats Antwerpen-Zuid hebben de trams van de lijnen 4 en 10 een halte. Zij verzekeren een verbinding met Hoboken enerzijds en met het stadscentrum en Deurne-Noord anderzijds. Er is ook een stopplaats voor stadsbussen 13, 14 en 38 en streekbussen 180-181-182-183, 290-295 en 500. Deze bussen verbinden kernen ten zuiden van Antwerpen als Aartselaar, Boom, Hemiksem, Hoboken, Mechelen en Rumst met de Groenplaats (180-181-182-183), de stationsbuurt (13-14) of Berchem Station en het Sportpaleis (38).
Sinds 3 juni 2017 is er vlak bij het station een overstaphalte aangelegd, waar de buslijnen 290, 295 en 500 hun eindhalte hebben. Reizigers richting stadscentrum kunnen daar overstappen op tram 4 of de buslijnen 180-181-182-183 (voor de Groenplaats) of op premetrolijnen 1 en 10 of bussen 13-14 (voor de buurt Rooseveltplaats / Centraal station).
Antwerpen-Berchem · Antwerpen-Centraal · Antwerpen-Dam · Antwerpen-Dokken en -Stapelplaatsen · Antwerpen-Harwich · Antwerpen-Haven · Antwerpen-Kiel · Antwerpen-Linkeroever · Antwerpen-Luchtbal · Antwerpen-Noord · Antwerpen-Noorderdokken · Antwerpen-Oost · Antwerpen-Schijnpoort · Antwerpen-Waas · Antwerpen-Zuid · Borgerhout · Ekeren · Ekeren-Brug · Fort 6 · Fort 7 · Fort 8 · Hoboken-Kapelstraat · Hoboken-Polder · Leugenberg · Merksem · Molenveld · Sint-Mariaburg · Wilrijk
0,0: Dendermonde ·
5,6: Baasrode-Noord ·
9,0: Sint-Amands ·
12,5: Oppuurs ·
15,3: Puurs ·
18,4: Ruisbroek-Sauvegarde ·
21,2: Boom ·
22,0: Boom-Krekelenberg ·
24,7: Niel ·
26,4: Schelle ·
27,6: Hemiksem ·
29,9: Hemiksem-Werkplaatsen ·
31,9: Hoboken-Kapelstraat ·
32,9: Hoboken-Polder ·
37,5: Antwerpen-Zuid
0,0: Antwerpen-Berchem ·
4,0: Antwerpen-Zuid ·
7,0: Antwerpen-Linkeroever ·
9,1: Zwijndrecht ·
10,1: Zwijndrecht-Fort ·
12,1: Melsele ·
14,0: Beveren ·
15,1: Haasdonk ·
18,5: Westakkers ·
19,5: Nieuwkerken-Waas ·
22,7: Sint-Niklaas ·
25,3: Sint-Niklaas-West ·
26,2: Valk ·
27,1: Belsele ·
28,7: Sinaai ·
32,0: Heiken ·
35,7: Lokeren ·
38,4: Staakte ·
41,5: Zeveneken ·
43,6: Beervelde ·
46,8: Lochristi ·
49,5: Destelbergen ·
51,2: Westveld ·
53,0: Oostakker ·
?: Gent-Waas ·
55,8: Gent-Dampoort